# Djevojačka špilja
Djevojačka ili Brateljevićka špilja nalazi se u naselju Brateljevići, šest kilometara od Kladnja.
Ulaz u pećinu koji je visok 10, a širok 6 metara nalazi se na jugozapadu. Od ulaza 25 metara ka sjeveru nalazi se malo jezero preko kojeg se dolazi u jedinu veliku dvoranu s desne strane dugačko 200 metara. Širina i visina joj variraju od 20 do 55 metara odnosno 18 do 25 metara. Na kraju dvorane nalazi se manji plato. Postoji pretpostavka da postoji još dvorana koje su neistražene. Nije bogata pećinskim nakitom.
Geomorfološki je spomenik prirode.